# Beauty Queens
Beauty Queens ist eine serbische Girlgroup, gegründet in Helsinki im Mai 2007, bestehend aus Sanja Bogosavljević, Suzana Dinić und Ksenija Milošević.

## Geschichte
Die Mitglieder der Band waren die Backgroundsängerinnen von Marija Šerifović während ihres Sieges beim Eurovision Song Contest 2007. Nach der Veranstaltung gründeten sie die Band Beauty Queens.
Ihr erster Auftritt nach dem Contest war beim Budva Music Festival im Juli 2007, wo sie mit ihrem Titel „Pet na jedan“ den zweiten Platz erreichten. Das Lied wurde ein Hit in Serbien. Im August traten sie beim Ohrid Fest mit dem Titel „Protiv srca“ an. Auch hier kamen sie auf den zweiten Platz und das Lied kam in Mazedonien in die Charts.
Im März 2008 nahmen sie an der Beovizija 2008 teil. Im Semifinale wurden sie Erste und im Finale Dritte. Ihr Wettbewerbstitel „Zavet“ erinnerte an das Lied Molitva von Šerifović.
Im Juni 2008, sangen die Beauty Queens das Lied von Tajči „Hajde da ludujemo“ (mit diesem Lied nahm Tajči am Eurovision Song Contest 1990 teil) beim Vrnjačka Banja Music Festival. Sie nahmen nicht teil, sondern sangen während des Votings. 2008 nahmen sie am Sunčane skale Festival, mit dem Lied „Ti ili on“ teil, und erreichten Platz drei. Im selben Jahr waren sie Moderatoren eines Discovery Chanal Specials über Belgrads Nachtleben.
2011 wurde ihr erstes Album Ne Mogu Te Naći (Deutsch: Ich kann dich nicht finden) veröffentlicht.
Ihren bisher letzten gemeinsamen Auftritt hatten sie 2015 während des ESC.

## Diskografie
Alben
- 2011: „Ne Mogu Te Naći“
- 2012: „Beauty Queens“

Singles
- 2007: „Rukoilen“ – Molitva auf Finnisch
- 2007: „Pet na jedan“(5 auf 1) – Budva Festival 2007
- 2007: „Protiv srca“ (Gegen das Herz) – Ohridski Festival 2007
- 2008: „Zavet“ (Gelübde) – Beovizija 2008
- 2008: „Ti ili on“ (Du oder er) – Sunčane Skale 2008
- 2009: „Afrodizijak“ (Aphrodisiakum)
- 2009: „Superstar“ (feat Oskar & Dordje Marjanovic) – Beovizija 2009
- 2010: „Dve iste“ (Zwei gleiche) – Sunčane Skale 2010